# 케플러-160
케플러-160(Kepler-160)은 NASA가 주도하는 지구형 행성 발견 임무를 맡은 케플러 계획에 속해 있는 별자리인 거문고자리에 위치한 항성이다. 질량과 반경이 태양과 매우 유사한 항성은 두 개로 확인되었고, 하나는 확인되지 않은 행성, 그리고 그 궤도에 있는 적어도 하나의 의심되는 행성을 가지고 있다.

## 특성
케플러-160 항성은 다소 오래되어 감지 가능한 물질 정보가 없다. 항성 금속성은 알려지지 않았으며, 태양 금속성의 40% 또는 160%의 상충하는 값이 보고되었다.

## 행성계
케플러-160 계통의 두 행성 후보는 2010년에 발견되었고, 2011년 초에 발표 확인되었고, 2014년에 확인되었다. 케플러-160b와 케플러-160c 행성은 1:3에 가까운 궤도 주기 비율에도 불구하고 궤도 공명에 있지 않다. 2020년에 거주 가능 구역에서 추가로 암석 통과 행성이 발견되었고, 더 많은 비통과 행성들이 운송 타이밍 변화에 대한 용액의 잔류로 의심된다.

## 같이 보기
- 케플러-160d
- 외계 행성